# AK-51
"AK-51" é o sexto episódio da primeira temporada da série de televisão Sons of Anarchy. Foi escrito por Nichole Beattie, dirigido por Seith Mann e foi ao ar originalmente em 8 de outubro de 2008 nos Estados Unidos.
Este episódio marca a primeira aparição da Agente June Stahl (Ally Walker).

## Enredo
Como um favor a seu velho amigo de guerra Nate Meineke, Piney vende uma série de fuzis de assalto AK-47 para a milícia de direita de Meineke. Ele sai para a floresta com Jax para encontrar Meineke e seu filho, Russell. Depois de testar brevemente as armas nos alvos, a milícia compra as armas e segue em frente. Eles então usam as armas para emboscar um comboio da prisão e libertar um de seus membros, Frank Cison. Segue-se um tiroteio, resultando na morte de um policial de Charming e de dois transeuntes inocentes. Enquanto fugia, Meineke deixa cair seu telefone celular no local, que mais tarde é encontrado pela agente da ATF June Stahl. Ela descobre que a última ligação do telefone foi da garagem de Clay.
SAMCRO ouve notícias do jailbreak no dia seguinte. Juice retorna de Indian Hills com as armas, e Cherry, em seu caminhão. Clay repreende Juice por trazer Cherry para Charming, já que ele não quer uma mulher com quem ele dormiu recentemente perto de sua esposa. No entanto, Juice diz a ele que ela só quer ver Half-Sack. Gemma deduz da reação furiosa de Clay com Cherry que eles dormiram juntos enquanto estavam na estrada. Ela então lamenta a situação em uma conversa com Luann, dizendo "O que acontece em uma viagem, fica na viagem. Não aparece e me dá um tapa na cara!"
Pouco depois, a polícia invadiu a sede do clube e prende Clay por ajudar e incitar um triplo homicídio. Na delegacia, Stahl diz a Clay que sabe que a SAMCRO forneceu as armas usadas na fuga e em breve terá um mandado para revistar a garagem do clube, onde as armas estão sendo guardadas. De volta à sede do clube, Piney admite que cometeu um erro ao vender as armas, e só o fez porque Meineke é um amigo. Depois de pressionar um relutante xerife Trammel para obter informações, Jax descobre que a ATF estará de volta com um mandado de busca e diz aos outros que eles terão que se livrar das armas da garagem.
Mais tarde, Meineke contata Piney novamente e marca uma reunião no esconderijo da milícia na floresta. Os Sons concordam que terão de matar a milícia para impedi-los de informar à SAMCRO se forem presos. A reunião está marcada para o dia seguinte. Nesse ínterim, com uma busca em sua propriedade iminente, a SAMCRO deve entregar as armas restantes aos One-Niners o mais rápido possível. Eles carregam um caminhão séptico com as armas e o levam para longe sob o nariz de uma vigilância da ATF. Quando a ATF revistou a garagem, eles não encontraram nada. No entanto, as comemorações dos Sons duram pouco quando eles descobrem que Laroy não quer mais comprar as armas.
Enquanto Gemma está descendo a rua em Charming, ela percebe Cherry se aproximando na direção oposta. Em um acesso de raiva, ela pega o skate de um adolescente, atinge Cherry no rosto com ele e é posteriormente presa. Ao ser questionado por Hale, Clay percebe que Gemma está sendo processada e descobre que ela foi presa por agressão. Clay e Gemma então discutem acaloradamente suas roupas sujas enquanto discutem as questões envolvendo Cherry na frente da ATF e da polícia. Clay é posteriormente libertado e vai para a cela para falar com Gemma. Eles se reconciliam, mas Gemma se recusa a pagar a fiança, explicando que precisa de uma noite na prisão para se recompor, pois está lutando com as mudanças causadas pela menopausa.
Na manhã seguinte, Jax, Piney e Opie partiram para encontrar Meineke na floresta. Meineke diz a eles que ele e seus homens estão fugindo para o México e querem comprar mais armas da SAMCRO. Os Sons vendem para eles sacos de grãos, supostamente contendo os fuzis, mas na verdade cheios de explosivos, que eles carregam em seus caminhões. Assim que o negócio é fechado, Piney abraça Meineke uma última vez. Enquanto eles se afastam, Opie detona os explosivos, matando todos os milicianos. Clay pega Gemma da prisão e enquanto eles se preparam para ir para casa, eles avistam Cherry passando. Gemma e Cherry resolvem suas diferenças enquanto Cherry explica que ela está na cidade apenas para buscar um relacionamento com Half-Sack e irá imediatamente deixar a cidade se isso não der certo.

## Recepção

### Crítica
Em uma análise, Zach Handler da The A.V. Club deu a "AK-51" um A-, afirmando; "Sons of Anarchy está vivendo de acordo com seu potencial e muito mais; com o cada vez mais assustador Kohn correndo por aí, junto com a promessa de maior pressão da lei e as tensões puxando Jax, mal posso esperar para ver o que acontece a seguir."
Em outra análise, a NJ.com disse: "Sons of Anarchy continua a ficar mais forte à medida que avança. Este episódio mostrou uma lupa bem-vinda para o relacionamento de Gemma e Clay (dando a Katey Sagal e Ron Perlman uma vitrine merecida), como bem como para obter mais detalhes sobre a cultura MC. (O pecado não foi tanto que Clay traiu Gemma, mas que a garota então mostrou seu rosto em Charming. Notado.)"

### Audiência
O episódio teve um total de 2,09 milhões de telespectadores em sua exibição original na FX na faixa de 18-49 anos de idade. Apresenta diminuição de 0.10 pontos de audiência em relação ao episódio anterior.